# Ковальчук, Никита Васильевич
Ники́та Васи́льевич Ковальчу́к (род. 16 октября 1987, Норильск, Красноярский край) — российский телеведущий, видеоблогер, футбольный тренер. Известен под псевдонимом Картавый Ник.
Создатель и ведущий YouTube-канала «Картавый футбол». 

## Телевидение и блогинг
Родился 16 октября 1987 года в Норильске. После окончания курса средней школы поступил в Московский институт телевидения и радиовещания «Останкино».
С 17 лет начал практиковаться на каналах ВГТРК: изначально работал на телеканале «Россия», позже на канале «Россия-24» режиссёром монтажа, эфирным режиссёром, режиссёром-постановщиком телепередач. Последней крупной работой в качестве режиссёра ВГТРК стала «Премия Рунета — 2011».
В 2011 году запустил первый в русскоязычном YouTube-пространстве футбольный видеоблог, позднее названный «Картавый футбол». Изначально проект должен был войти в сетку вещания телеканала «Россия-2», но пилотный выпуск так и не вышел в эфир. Тем не менее, «Картавым футболом» заинтересовался медиа-проект Caramba TV, и с 2012 по 2014 год проект выходил на канале CarambaFootball. С марта 2012 по май 2013 года «Картавый футбол» выходил на телеканале «Россия-2» по воскресеньям вечером. Однако после изменения сетки вещания канала в конце весны 2013 года передача была закрыта.
С июня 2013 по октябрь 2015 года Ковальчук являлся ведущим программы «Большой спорт» на «России-2». Несколько раз комментировал футбольные трансляции на каналах «Россия-2» и «Спорт-1».
После закрытия «России-2» перешёл на телеканал «360° Подмосковье», где стал ведущим программы «Самое Яркое». Работал в travel-сегменте, делал цикл программ на тему путешествий.

## Тренерская карьера
В июне 2017 года Ковальчук переехал в Санкт-Петербург и занялся тренерской работой. При поддержке санкт-петербургского «Динамо» в рамках собственного проекта «Ятренер» создал и возглавил любительскую команду «Я тренер», которая начала играть в местной любительской футбольной лиге 8×8, а затем была преобразована в команду 11×11 и стала называться ФК КФ. ФК КФ принимал участие в первой лиге первенства Санкт-Петербурга сезонов 2018 и 2019, а Ковальчук являлся её главным тренером.
27 июня 2019 года в рамках турне старейшего футбольного клуба мира английского «Шеффилда» по России на стадионе «Сатурн» в Раменском был сыгран товарищеский матч между ним и КФ. Встреча, собравшая на трибунах 5 тысяч зрителей, завершилась победой «КФ» со счётом 2:1, а победный мяч забил приглашённый в состав клуба экс-футболист сборной России Дмитрий Сычев. По итогам сезона 2019 ФК «КФ» занял 3-е место в первой лиге и играл в переходнном матче за выход в высшую лигу с «Сертолово», проиграв 1:2. Однако позже стало известно, что победитель первой лиги «Алгоритм» не стал заявляться в высшую, и в 2020 году ФК «КФ» должен был стать участником чемпионата Санкт-Петербурга.
Сам Ковальчук при этом не оставлял попыток перейти на профессиональный уровень. В декабре 2019 года он начал проходить стажировку в «Сочи» по итогам которого заключил с клубом соглашение о совместном проекте, в рамках которого Ковальчук с 1 января 2020 года стал одним из ассистентов главного тренера молодёжной команды, сохравнив за собой пост президента ФК КФ. В начале 2020 года ФК КФ объединился с футбольной школой «Титаны», впоследствии преобразовавшуюся в детскую футбольную школу KF-Titans.
Из-за необходимости в России иметь профильное образование для получения тренерской лицензии перебрался в Латвию, где на тренерские курсы допускают без диплома. 1 июля 2020 года официально присоединился к юрмальскому «Спартаку» в качестве тренера-аналитика. Затем перебрался в другой латвийский клуб — «Метта». В ноябре 2021 года стал главным тренером женской команды «Метта», участвующей в высшем дивизионе чемпионата Латвии. В 2022 году выиграл с командой свой первый национальный трофей, одержав победу в финале Кубка Латвии среди женских команд. В послематчевой серии пенальти команда «Метта» одержала победу над командой «Лиепая».
В январе 2023 года перешёл на работу в академию кипрского «Ариса» из Лимасола, став ассистентом тренера команд U16 и U17. В мае 2023 года Ковальчук одновременно был назначен спортивным директором академии «Ариса». 17 апреля 2025 года «Арис» объявил о завершении сотрудничества с Ковальчуком.
20 мая 2025 года Ковальчук вернулся к тренерской работе, став главным тренером клуба Второго дивизиона Кипра «АПЕА Акротири».

## Награды и достижения

### Командные
«Метта» (жен.)
- Обладатель Кубка Латвии: 2022

### Личные
- Премия «Матч ТВ» за лучший YouTube-канал о спорте: 2021[38]

## Семья и личная жизнь
Первая жена — Александра. Сын Даниил (род. 2010) и дочь Ася (род. 2016). Вторая жена — Анна.
Ковальчук — болельщик футбольного клуба «Реал Мадрид», своим любимым футболистом называл многолетнего капитана мадридцев Рауля.